# نهر توتش
توتش أو تُاتش ((بالفرنسية: le Touch)‏، (بالأكستانية: Toish)‏)، هو نهر في جنوب غرب فرنسا، يبلغ طوله 74.5 كـم (46.3 ميل)، وهو الرافد الأيسر لنهر غارون. ينبع من أقليم غارون العليا بالقرب من ليل هاك [الإنجليزية].
يجري النهر ويمر بلأقسام والبلدات التالية: هوت غارون: بيرات، لهرم، بلايسانس دو تاتش، تورنفويل، بلانياك، تولوز. حتى يصب في نهر غارون في تولوز.

## وصلات خارجية
- http://www.geoportail.fr
- The Touch at the Sandre database
- History and real-time water heights of the Touch river, a Garonne river tributary